# Trichomanoideae
Trichomanoideae, potporodica pravih paprati, dio porodice Hymenophyllaceae koja se sastoji od 8 rodova. Najvažniji, tipični rod je vlasasta paprat, Trichomanes, vazdazelena trajnica.
Potporodica je opisana u Hymenophyllaceae 102. 1843.

## Rodovi
1. Cephalomanes C. Presl (5 spp.)
2. Abrodictyum C. Presl (36 spp.)
3. Trichomanes L. (72 spp.)
4. Callistopteris Copel. (6 spp.)
5. Polyphlebium Copel. (16 spp.)
6. Didymoglossum Desv. (52 spp.)
7. Vandenboschia Copel. (26 spp.)
8. Crepidomanes (C. Presl) C. Presl (55 spp.)